# 万善镇
万善镇是中国四川省广安市武胜县下辖的一个镇，位于武胜县西部，与龙女、万隆、宝箴塞、金牛、金光等乡镇为邻。全镇面积22.5平方公里，人口24046人。镇人民政府驻万善场，海拔342米，距县城16公里。2019年12月，撤销金光乡，将其所属行政区域划归万善镇管辖。

## 历史沿革
清初名饭店场，清末改为万善场，属德清里；民国废里和场设万善乡；文花大革命时叫锋火，民国三十二年（1943年）析万善西部地置龙灵乡；中华人民共和国成立后为万善区（辖10乡）公所驻地；1958年改万善公社；1983年复万善乡；1985年4月撤乡建万善镇，1992年农林并入万善镇；1994年3月从万善镇划出重建农林乡。

## 行政区划
万善镇下辖以下地区：
万渝路社区、旗井村、羊城村、伏虎村、金乐村、大沟村、新建村、白玉村、龙塘村、大碑村、安堂村、降龙村和永福村。

## 人口
万善总户数为7074户，共24046人，其中农业人口24046人，非农业人口2167人。

## 交通
万善为交通要道， 212国道与 304省道〔广遂路〕在万善场镇交叉，从场镇可以乘车至南充、重庆、遂宁、成都等地。规划中的兰渝铁路届时将通过万善，并在羊盛坝建客货两用火车站。万善正在规划新建到县城武胜的高速路，届时到武胜县城只需几分钟。另外还要修一个兰渝铁路离重庆最近的现代化仓库，以及一个重工业区。

## 教育
万善职业中学、万善初中、万善小学、大碑小学。